# Chrysopogon oliganthus
Chrysopogon oliganthus är en gräsart som beskrevs av Jan Frederik Veldkamp. Chrysopogon oliganthus ingår i släktet Chrysopogon och familjen gräs. Inga underarter finns listade i Catalogue of Life.